# Saint-Marcel-sur-Aude
Saint-Marcel-sur-Aude (okzitanisch Sant Marcèl d'Aude) ist eine französische Gemeinde mit 2019 Einwohnern (Stand 1. Januar 2022) im Département Aude in der Region Okzitanien. Sie gehört zum Arrondissement Narbonne und zum Kanton Le Sud-Minervois.

## Bevölkerungsentwicklung

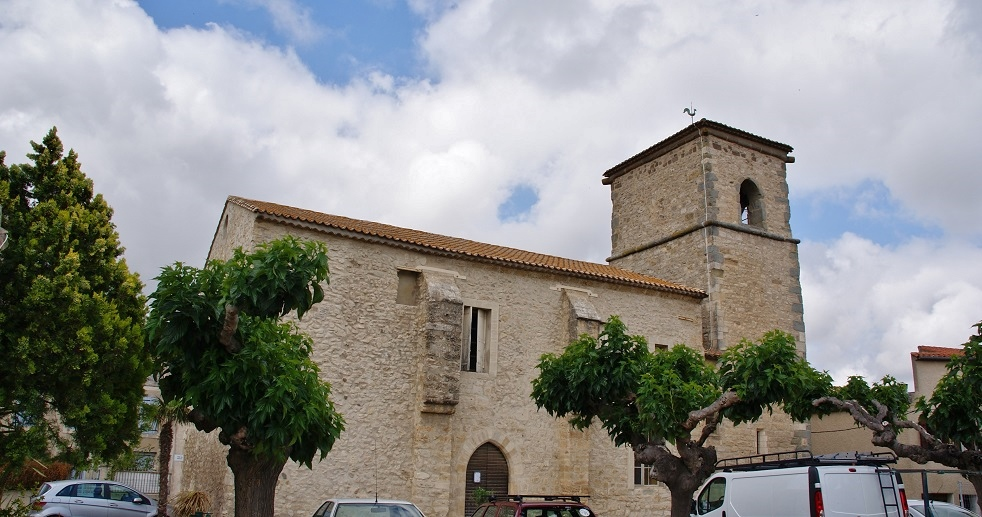
Kirche Saint-Marcel

| Jahr      | 1962 | 1968 | 1975 | 1982 | 1990 | 1999 | 2018 |
| Einwohner | 809  | 878  | 847  | 927  | 1097 | 1268 | 2012 |